# NGC 2970
NGC 2970 je galaksija u zviježđu Lavu.

## Vanjske poveznice
- SEDS: NGC 2970